# سخنی از عشق (فیلم)
سخنی از عشق فیلمی مصری به کارگردانی علی ادریس با بازی یسری ساخته سال ۲۰۰۵ است و در سال ۲۰۰۶ به نمایش درآمد.

## خلاصهٔ فیلم
ناهد المطلقه به عنوان پیشخدمت در یک اسنک‌بار (میان‌وعده‌فروشی) کار می‌کند و تجربه‌های عاطفی شکست خورده‌ای داشته‌است که هربار که با مرد جوانی آشنا می‌شود، او به خارج از کشور مهاجرت می‌کند.

## دست‌اندرکاران
کارگردانان: علی ادریس (کارگردان) و وائل ماندور (دستیار کارگردان)
نویسندگان: زینب عزیز (داستان‌نویس، فیلمنامه‌نویس و دیالوگ‌نویس)

## بازیگران
- یسری
- حنان ترک
- هشام سلیم
- عمرو واکد
- طلعت زکریا
- ادوارد
- بشری رزه
- احمد کمال
- سامی العدل
- عبدالله مشرف
- تامر عبدالمنعم
- رانیا فرید شوقی
- محمد سلام